# Tămășeu
Tămășeu é uma comuna romena localizada no distrito de Bihor, na região histórica da Crișana (parte da Transilvânia). A comuna possui uma área de 50.95 km² e sua população era de 1946 habitantes segundo o censo de 2007.